# Leptochilus lusitanicus
Leptochilus lusitanicus är en stekelart som beskrevs av Blüthgen 1953. Leptochilus lusitanicus ingår i släktet Leptochilus och familjen Eumenidae. Inga underarter finns listade i Catalogue of Life.